# 강인기
강주상(1964년 2월 22일 ~ )는 대한민국의 배우이다.

## 학력
- 장충초등학교 졸업
- 덕수중학교 졸업
- 서울예술고등학교 졸업
- 한양대학교 무용학과 학사

## 출연작

### 영화
- 1978년 《골목대장》 ... 국민학교 인태 역
- 2002년 《후 아 유》 ... 팀장 역
- 2002년 《휘파람 공주》 ... 경수 역
- 2004년 《그녀를 모르면 간첩》 ... 국어 선생님 역
- 2005년 《가능한 변화들》 ... 수현 남편 역
- 2020년 《그대어이가리》... 시골 정신과 의사 역
- 2020년  《싱글인 서울》... 논술학원 원장
- 2022년   <<해야 할 일>>... 장일섭 부장

### 드라마
- 1983년 KBS1 주간드라마 《고교생 일기》
- 1985년 KBS1 대하드라마 《새벽》 ... 김종진 역
- 1987년 KBS1 대하드라마 《이화》
- 1988년 KBS1 특집드라마 《조선백자 마리아상》
- 1990년 MBC 주말드라마 《배반의 장미》
- 1991년 KBS1 대하드라마 《왕도》
- 1992년 KBS1 대하드라마 《삼국기》 ... 김원술 역
- 1993년 SBS 주간드라마 《소설극장》
- 1994년 KBS2 대하드라마 《한명회》 ... 김승규 역
- 1994년 KBS2 수목드라마 《숨은 그림 찾기》
- 1994년 KBS2 일일드라마 《밥을 태우는 여자》
- 1996년 KBS2 특집드라마 《전설의 고향 - 망자의 소원》
- 1998년 KBS1 대하드라마 《왕과 비》 ... 김승규 역
- 2000년 KBS1 대하드라마 《태조 왕건》 ... 용검 역
- 2000년 KBS2 단막극《드라마시티 - 데칼코마니》... 박동수 역
- 2001년 KBS2 대하드라마 《명성황후》 ... 이완용 역
- 2002년 EBS 드라마 《역사탐구 과거와의 대화》
- 2003년 SBS 대하드라마 《왕의 여자》 ... 구로다 나가마사 역
- 2008년 KBS1 대하드라마 《대왕 세종》 ... 김새 역
- 2014년 KBS1 대하드라마 《정도전》 ... 진안대군 역
- 2015년 KBS1 대하드라마 《징비록》... 중봉 조헌 역
- 2016년 JTBC 금토드라마 《솔로몬의 위증》 ... 준영 부 역
- 2017년 OCN 주말드라마 《블랙》 ... 형사 역
- 2021년 MBC 수목드라마 《미치지 않고서야》 ... 노재열 역
- 2024년~2025년 KBS2 일일라마 《신데렐라 게임》 ... 최 이사 역

### 연극
- 1986년 《햄릿》
- 1991년 《사의 찬미》
- 2013년 안톤 체호프《곰》

### 예능
- 2002년 KBS1《가족오락관》